# Salt-en-Donzy
Salt-en-Donzy – miejscowość i gmina we Francji, w regionie Owernia-Rodan-Alpy, w departamencie Loara.
Według danych na rok 1990 gminę zamieszkiwały 412 osoby, a gęstość zaludnienia wynosiła 46 osób/km² (wśród 2880 gmin regionu Rodan-Alpy Salt-en-Donzy plasuje się na 1224. miejscu pod względem liczby ludności, natomiast pod względem powierzchni na miejscu 1206.).